# 辻武之助
辻 武之助（つじ たけのすけ、1905年（明治38年）- 1976年（昭和51年））は京都出身の象嵌師。
1905年（明治38年）、京都で出生。1916年（大正5年）、11歳で生家没落のため、近江の清水象嵌師のもとに修業に入る。1926年（大正15年）、京都小倉象嵌師のもとに移り、修業を重ねる。1932年（昭和7年）、27歳で象嵌師として独立。1927年（昭和2年）、滋賀県石部町出身の神山とめと結婚。5男3女をもうける。
職人としての腕はもとより、進取の気性に富み、当時は畳上での作業が普通であったのを、机上の作業に、また、全工程を一人の職人が制作していたものに分業制を導入するなどした。
生業としての商品の製造、販売は長男（武之助二世）に任せつつ、気の向くままに大作の制作に打ち込んだ。作風は写実的なものが多く、特に龍や鷹、虎などが繊細かつ迫力ある描写がなされ、それらは花瓶や額絵に躍動感あふれる技巧が凝らされている。1940年（昭和15年）、天覧品（天皇がご覧になる作品）として出された作品が宮内庁（旧宮内省）で買い上げられる。

1974年（昭和49年）、京都市伝統産業技術功労者として顕彰された。
2017年2月に、学芸員監修のもと、京都市美術館にその作品が収蔵された。